# Ludwik IX Bogaty
Ludwik IX Bogaty (ur. 23 lutego 1417 w Burghausen, zm. 18 stycznia 1479 w Landshut) – książę Bawarii-Landshut, panujący w latach 1450–1479, syn Henryka XVI Bogatego i Małgorzaty Habsburżanki (siostry króla Albrechta II).
Dzieciństwo i młodość spędził na zamku Burghausen. Po śmierci ojca w 1450 objął rządy, mając 33 lata. W niecałe pół roku po rozpoczęciu rządów nakazał wygnać wszystkich Żydów z terenu księstwa. W grudniu 1450 zawarł umowę z Albrechtem III, księciem Bawarii-Monachium, potwierdzającą jego pozycję.
Bogactwo Ludwika opierało się na kopalniach w Rattenbergu i Kitzbühel. Posiadanie znacznych środków pozwalało mu nie tylko na utrzymanie sprawnej armii, ale i na prowadzenie wystawnego trybu życia, z czego był znany w Rzeszy.
Ingerował w sprawy miast Rzeszy. W październiku 1458 zajął Donauwörth, czym naraził się cesarzowi Fryderykowi III. Cesarz w następnym roku wyjął go spod prawa, jako burzyciela pokoju i wysłał na niego margrabiego Albrechta Achillesa. Ludwik poprosił wówczas biskupa Eichstätt Johanna III von Eycha o pośrednictwo w sporze. Jednak, gdy biskup wydał orzeczenie niekorzystne dla Ludwika, ten w marcu 1460 wypowiedział wojnę zarówno biskupowi, jak i margrabiemu. Złupił Eichstätt, księstwo biskupie oraz miasto Roth. Tam doszło w czerwcu 1460 do ugody.
Jednak 13 lipca 1461 cesarz wypowiedział wojnę Ludwikowi, powołując Albrechta Achillesa ponownie na wodza. Konflikt między Ludwikiem a Albrechtem przeszedł do historii pod nazwą wojny bawarskiej (1459–1463). 19 lipca 1462 Ludwik pokonał swojego przeciwnika w bitwie pod Giengen (Giengen an der Brenz). 23 sierpnia 1462 zawarto w Norymberdze rozejm, a wojnę zakończył pokój praski w 1463. Potwierdzono wówczas status Donauwörth, jako miasta cesarskiego.
Ludwik w 1472 założył uniwersytet w Ingolstadt, późniejszy Uniwersytet Ludwika i Maksymiliana w Monachium. W 1474 wydał pokój ziemski. Doprowadził w 1475 do zawarcia małżeństwa swojego syna Jerzego z Jadwigą Jagiellonką. Na przypomnienie tego wydarzenia organizowany jest festyn Wesele w Landshut.

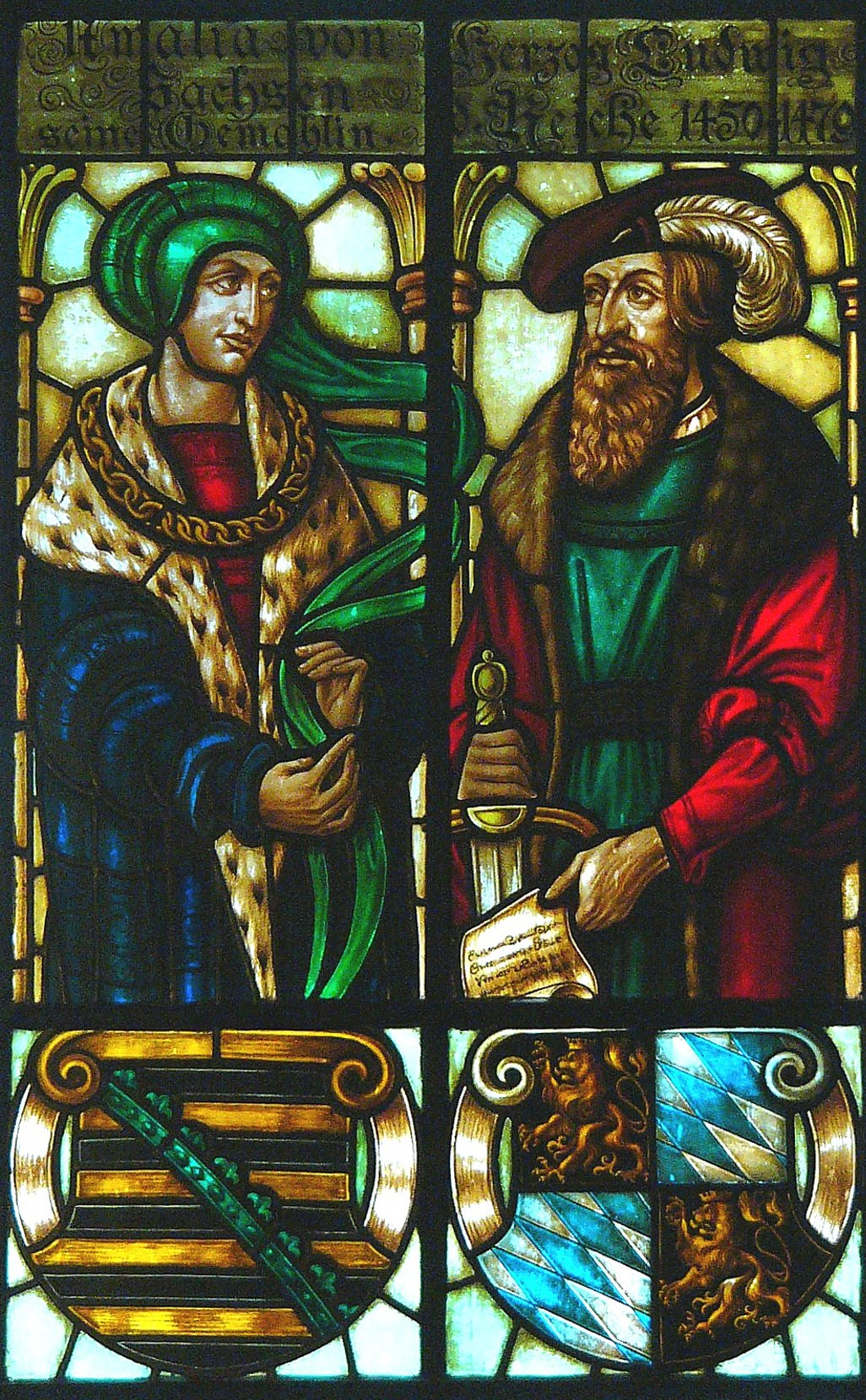
Witraż w ratuszu (Landshut) z Amalią Saksońską i Ludwikiem IX Bogatym

Ożenił się w 1452 z 18 lat młodszą księżniczką Amalią Saksońską (1435–1502), córką elektora saskiego Fryderyka II i Małgorzaty Habsburżanki. Mieli czwórkę dzieci:
- Elżbietę (1452–1457)
- Jerzego Bogatego (1455–1503)
- Małgorzatę (1456–1501) – żonę księcia Filipa z Palatynatu
- Annę (1462).

Zmarł w 1479, mając 62 lata. Pochowano go w klasztorze Seligenthal Landshut.